# Festival de Veneza 2022
A 79.º edição do Festival Internacional de Cinema de Veneza foi um festival de cinema que aconteceu entre os dias 31 de Agosto a 10 de Setembro de 2022, em Veneza, Itália.

## Jurados
Competição Principal (Venezia 79)
- Julianne Moore, Atriz e autora estadunidense (Presidente do Juri)[4]
- Mariano Cohn, Diretor, roteirista e produtor argentino[4]
- Leonardo Di Costanzo, Diretor e roteirista italiano[4]
- Audrey Diwan, Diretor e roteirista francês[4]
- Leila Hatami, Atriz iraniana[4]
- Kazuo Ishiguro, Romancista e roteirista britânico[4]
- Rodrigo Sorogoyen, Diretor e roteirista espanhol[4]

Horizons (Orizzonti)
- Isabel Coixet (Presidente do Juri)[5]
- Laura Bispuri[5]
- Antonio Campos[5]
- Sofia Djama[5]
- Édouard Waintrop[5]

Prêmio Luigi de Laurentiis
- Michelangelo Frammartino (Presidente do Juri)[5]
- Jan P. Matuszyński[5]
- Ana Rocha de Sousa[5]
- Tessa Thompson[5]
- Rosalie Varda[5]

Venice Immersive
- May Abdalla (Presidente do Juri)[6]
- David Adler[6]
- Blanca Li[6]

### Em Competição
Os seguintes filmes foram selecionados para a principal competição internacional:
| Título em Inglês                              | Título Original                               | Diretor(es)           | País(es) de Produção                 |
| --------------------------------------------- | --------------------------------------------- | --------------------- | ------------------------------------ |
| All the Beauty and the Bloodshed              | All the Beauty and the Bloodshed              | Laura Poitras         | Estados Unidos                       |
| Argentina, 1985                               | Argentina, 1985                               | Santiago Mitre        | Argentina, Estados Unidos            |
| Athena                                        | Athena                                        | Romain Gavras         | França                               |
| The Banshees of Inisherin                     | The Banshees of Inisherin                     | Martin McDonagh       | Irlanda, Reino Unido, Estados Unidos |
| Bardo, False Chronicle of a Handful of Truths | Bardo, falsa crónica de unas cuantas verdades | Alejandro G. Iñárritu | México                               |
| Beyond the Wall                               | شب، داخلی، دیوار (Shab, Dakheli, Divar)       | Vahid Jalilvand       | Irão                                 |
| Blonde                                        | Blonde                                        | Andrew Dominik        | Estados Unidos                       |
| Bones and All                                 | Bones and All                                 | Luca Guadagnino       | Itália, Estados Unidos               |
| Chiara                                        | Chiara                                        | Susanna Nicchiarelli  | Bélgica, Itália                      |
| A Couple                                      | Un Couple                                     | Frederick Wiseman     | França, Estados Unidos               |
| The Eternal Daughter                          | The Eternal Daughter                          | Joanna Hogg           | Reino Unido, Estados Unidos          |
| L'immensità                                   | L'immensità                                   | Emanuele Crialese     | França, Itália                       |
| Lord of the Ants                              | Il signore delle formiche                     | Gianni Amelio         | Itália                               |
| Love Life                                     | Love Life                                     | Kōji Fukada           | Japão, França                        |
| Monica                                        | Monica                                        | Andrea Pallaoro       | Itália, Estados Unidos               |
| No Bears                                      | خرس نیست (Khers Nist)                         | Jafar Panahi          | Irão                                 |
| Other People's Children                       | Les Enfants des Autres                        | Rebecca Zlotowski     | França                               |
| Our Ties                                      | Les Miens                                     | Roschdy Zem           | França                               |
| Saint Omer                                    | Saint Omer                                    | Alice Diop            | França                               |
| The Son                                       | The Son                                       | Florian Zeller        | Reino Unido, Estados Unidos          |
| Tár                                           | Tár                                           | Todd Field            | Alemanha, Estados Unidos             |
| The Whale                                     | The Whale                                     | Darren Aronofsky      | Estados Unidos                       |
| White Noise (filme de abertura)               | White Noise (filme de abertura)               | Noah Baumbach         | Reino Unido, Estados Unidos          |

Título destacado indica o vencedor do Leão de Ouro.

### Fora de Competição
Os seguintes filmes foram selecionados para serem exibidos fora da competição:
| Ficção                                       | Ficção                                       | Ficção                              | Ficção                                 |
| Título em Inglês                             | Título Original                              | Diretor(es)                         | País(es) de Produção                   |
| -------------------------------------------- | -------------------------------------------- | ----------------------------------- | -------------------------------------- |
| Call of God                                  | Kõne taevast                                 | Kim Ki-duk                          | Estónia, Lituânia, Quirguistão         |
| Dead for a Dollar                            | Dead for a Dollar                            | Walter Hill                         | Estados Unidos                         |
| Don't Worry Darling                          | Don't Worry Darling                          | Olivia Wilde                        | Estados Unidos                         |
| Dreamin' Wild                                | Dreamin' Wild                                | Bill Pohlad                         | Estados Unidos                         |
| Dry                                          | Siccità                                      | Paolo Virzì                         | Itália                                 |
| The Hanging Sun (closing film)               | The Hanging Sun (closing film)               | Francesco Carrozzini                | Itália                                 |
| Living                                       | Living                                       | Oliver Hermanus                     | Reino Unido                            |
| Master Gardener                              | Master Gardener                              | Paul Schrader                       | Estados Unidos                         |
| Pearl                                        | Pearl                                        | Ti West                             | Estados Unidos                         |
| When the Waves Are Gone                      | Kapag Wala Na Ang Mga Alon                   | Lav Diaz                            | Filipinas, França, Portugal, Dinamarca |
| Não-Ficção                                   |                                              |                                     |                                        |
| Título em Inglês                             | Título Original                              | Diretor(es)                         | País(es) de Produção                   |
| Bobi Wine Ghetto President                   | Bobi Wine Ghetto President                   | Christopher Sharp, Moses Bwayo      | Uganda, Reino Unido, Estados Unidos    |
| A Compassionate Spy                          | A Compassionate Spy                          | Steve James                         | Estados Unidos                         |
| Freedom on Fire: Ukraine’s Fight for Freedom | Freedom on Fire: Ukraine’s Fight for Freedom | Evgeny Afineevsky                   | Ucrânia, Reino Unido, Estados Unidos   |
| Gli ultimi giorni dell'umanità               | Gli ultimi giorni dell'umanità               | Enrico Ghezzi, Alessandro Gagliardo | Itália                                 |
| In viaggio                                   | In viaggio                                   | Gianfranco Rosi                     | Itália                                 |
| The Kiev Trial                               | The Kiev Trial                               | Sergei Loznitsa                     | Países Baixos, Ucrânia                 |
| The Matchmaker                               | The Matchmaker                               | Benedetta Argentieri                | Itália                                 |
| Music for Black Pigeons                      | Music for Black Pigeons                      | Jørgen Leth, Andreas Koefoed        | Dinamarca                              |
| Nuclear                                      | Nuclear                                      | Oliver Stone                        | Estados Unidos                         |
| Séries                                       |                                              |                                     |                                        |
| Título em Inglês                             | Título Original                              | Diretor(es)                         | País(es) de Produção                   |
| Copenhagen Cowboy                            | Copenhagen Cowboy                            | Nicolas Winding Refn                | Dinamarca                              |
| The Kingdom Exodus                           | The Kingdom Exodus                           | Lars von Trier                      | Dinamarca                              |

## Horizons
Lista de filmes selecionados a seção Horizons é a seguinte:
| Em Competição                 | Em Competição                       | Em Competição              | Em Competição                                        |
| Título em Inglês              | Título Original                     | Diretor(es)                | País(es) de Produção                                 |
| ----------------------------- | ----------------------------------- | -------------------------- | ---------------------------------------------------- |
| Princess (filme de abertura)  |                                     | Roberto De Paolis          | Itália                                               |
| Victim                        |                                     | Michal Blasko              | Eslováquia, Chéquia, Alemanha                        |
| On the Fringe                 | En los márgenes                     | Juan Diego Botto           | Espanha                                              |
| Trenque Lauquen               |                                     | Laura Citarella            | Argentina, Alemanha                                  |
| Vera                          |                                     | Tizza Covi, Rainer Frimmel | Áustria                                              |
| Innocence (documentário)      |                                     | Guy Davidi                 | Dinamarca, Israel, Finlândia, Islândia               |
| Blanquita                     |                                     | Fernando Guzzoni           | Chile, México                                        |
| For My Country                | Pour la France                      | Rachid Hami                | França, Taiwan                                       |
| A Man                         | ある男                              | Kei Ishikawa               | Japão                                                |
| Bread and Salt                | Chleb i sól                         | Damian Kocur               | Polónia                                              |
| Luxembourg, Luxembourg        |                                     | Antonio Lukich             | Ucrânia                                              |
| Ti mangio il cuore            |                                     | Pippo Mezzapesa            | Itália                                               |
| To the North                  |                                     | Mihai Mincan               | Roménia, França, Grécia, Bulgária, Chéquia           |
| Autobiography                 |                                     | Makbul Mubarak             | Índia, França, Singapura, Filipinas, Alemanha, Catar |
| The Sitting Duck              |                                     | Jean-Paul Salomé           | França                                               |
| World War III                 | جنگ جهانی سوم (Jange Jahanie Sevom) | Houman Seyyedi             | Irão                                                 |
| The Happiest Man in the World |                                     | Teona Strugar Mitevska     | Bósnia e Herzegovina, Bélgica, Dinamarca             |
| The Bride                     |                                     | Sergio Trefaut             | Portugal                                             |

Título destacado indica vencedor do prêmio Orizzonti.
| Horizons Extra             | Horizons Extra     | Horizons Extra           | Horizons Extra       |
| Título em Inglês           | Título Original    | Diretor(es)              | País(es) de Produção |
| -------------------------- | ------------------ | ------------------------ | -------------------- |
| The Origin of Evil         | L'Origine du mal   | Sébastien Marnier        | França, Canadá       |
| Hanging Gardens            |                    | Ahmed Yassin Al Daradji  |                      |
| Amanda                     |                    | Carolina Cavalli         |                      |
| Red Shoes                  |                    | Carlos Eichelmann Kaiser |                      |
| Nezouh                     |                    | Soudade Kaadan           |                      |
| Notte fantasma             |                    | Fulvio Risuleo           |                      |
| Without Her                | بی رویا (Bi Roya)  | Arian Vazirdaftari       | Irão                 |
| Valeria Is Getting Married | Valeria Mithatenet | Michal Vinik             | Israel               |
| Goliath                    |                    | Adilkhan Yerzhanov       |                      |

## Veneza Imersiva
A programação de filmes selecionados para a seção Venice Immersive (Veneza Imersiva) é a seguinte:
| Ascenders                         |                                        | Jonathan Astruc and Jonathana Tamene                       | França                     |
| Stay Alive My Son                 | Tu Vivras, Mon Fils                    | Voctira Bousis                                             | Grécia, Estados Unidos     |
| Reimagined Volume 1: Nyssa        |                                        | Julia Cavaliere and Michaele Holland                       | Estados Unidos             |
| Rencontre(s)                      |                                        | Mathias Chelebourg                                         | França                     |
| The Man Who Couldn't Leave        |                                        | Chen Singing                                               | Taipé Chinesa              |
| All Unsaved Progress Will Be Lost |                                        | Mélanie Courtinat                                          | França                     |
| Eurydice, A Descent into Infinity | Eurydice, Een Afdaling in Oneindigheid | Celine Daemen                                              | Países Baixos              |
| Okawari                           |                                        | Landia Egal and Amaury Burthie                             | França, Canadá             |
| Dazzle: A Re-Assembly of Bodies   |                                        | Ruth Gibson, Bruno Martelli, Alexa Pollmann, and Bine Roth | Reino Unido                |
| Peaky Blinders: The King's Ransom |                                        | Russell Harding, Tim Jones, and Marcus Moresby             | Reino Unido                |
| Treasure Heist                    |                                        | Luan Trinh                                                 | Estados Unidos             |
| From the Main Square              |                                        | Pedro Harres                                               | Alemanha                   |
| Sorella's Story                   |                                        | Peter Hegedus                                              | Austrália, Hungria, Suécia |
| Eggscape                          |                                        | German Heller, Jorge Tereso, and Federico Heller           | Argentina                  |
| Typeman                           |                                        | Keisuke Itoh                                               | Japão                      |
| Kindred                           |                                        | Bambou Kenneth                                             | Reino Unido                |
| Poet's Room                       | Shineui Bang                           | Bomsok Ku                                                  | Coreia do Sul              |
| Gumball Dreams                    |                                        | Deirdre V. Lyons and Christopher Davis                     | Estados Unidos             |
| Namuanki                          |                                        | Kevin Mack                                                 | Estados Unidos             |
| Darkening                         | Tmání                                  | Ondrej Moravec                                             | Chéquia, Alemanha          |
| Eternelle, Notre Dame             |                                        | Bruno Seillier                                             | França                     |
| All That Remains                  |                                        | Quintero Craig                                             | Taipé Chinesa              |
| Rock Paper Scissors               |                                        | Alex Ruhl                                                  | Reino Unido                |
| Thank You for Sharing Your World  |                                        | Yu Sakudo and Toshiaki Hanzaki                             | Japão                      |
| Framerate: Pulse of the Earth     |                                        | Matthew Shaw and William Trossell                          | Reino Unido                |
| Mrs. Benz: Vojace of Discovery    |                                        | Eloise Singer                                              | Reino Unido                |
| Uncanny Alley                     |                                        | Rick Treweek                                               | África do Sul              |
| Fight Back                        |                                        | Celine Tricart                                             | França, Estados Unidos     |
| Mandala: A Brief Moment in Time   |                                        | Thomse Villepoux                                           | China, França              |

| Biennale College Cinema VR – Out of competition | Biennale College Cinema VR – Out of competition | Biennale College Cinema VR – Out of competition | Biennale College Cinema VR – Out of competition |
| Título em Inglês                                | Título Original                                 | Diretor(es)                                     | País(es) de Produção                            |
| ----------------------------------------------- | ----------------------------------------------- | ----------------------------------------------- | ----------------------------------------------- |
| Elele                                           |                                                 | Sjoerd van Acker                                | Países Baixos                                   |
| Mono                                            |                                                 | Chiara Troisi                                   | Itália                                          |
| Chroma 11                                       |                                                 | Tsang Tsui-Shan                                 | Hong Kong                                       |

| Melhor do Imersivo - Fora de Competição               | Melhor do Imersivo - Fora de Competição | Melhor do Imersivo - Fora de Competição                           | Melhor do Imersivo - Fora de Competição |
| Título em Inglês                                      | Título Original                         | Diretor(es)                                                       | País(es) de Produção                    |
| ----------------------------------------------------- | --------------------------------------- | ----------------------------------------------------------------- | --------------------------------------- |
| On the Morning You Wake (to the End of the World)     |                                         | Mike Brett, Steve Jamison, Pierre Zandrowicz, and Arnaud Colinart | França, Reino Unido, Estados Unidos     |
| (Hi)story of a Painting: The Light in the Shadow      |                                         | Quentin Darras and Gaelle Mourre                                  | Reino Unido                             |
| Area Man Lives                                        |                                         | Amy Green and Ryan Green                                          | Estados Unidos                          |
| Lustration                                            |                                         | Ryan Griffen                                                      | Austrália, Estados Unidos               |
| Alex Honnold: The Soloist VR                          |                                         | Jonathan Griffith                                                 | França, Estados Unidos                  |
| Space Explorers: The ISS Experience: Episode 3, Unite |                                         | Félix Lajeunesse and Paul Raphael                                 | Canadá                                  |
| Space Explorers: The ISS Experience: Spacewalkers     |                                         | Félix Lajeunesse and Paul Raphael                                 | Canadá                                  |
| Kingdom of Plants with David Attenborough             |                                         | Iona McEwan                                                       | Reino Unido, Estados Unidos             |
| The Miracle Basket                                    |                                         | Abner Preis                                                       | Países Baixos                           |
| Shores of Loci                                        |                                         | Ellen Utrecht, James Sundra, Dani Bittman, and Daisy Berns        | Estados Unidos                          |

| Evento Especial de Exibição – Fora de competição | Evento Especial de Exibição – Fora de competição | Evento Especial de Exibição – Fora de competição | Evento Especial de Exibição – Fora de competição |
| Título em Inglês                                 | Título Original                                  | Diretor(es)                                      | País(es) de Produção                             |
| ------------------------------------------------ | ------------------------------------------------ | ------------------------------------------------ | ------------------------------------------------ |
| We Met in Virtual Reality                        |                                                  | Joe Hunting                                      | Reino Unido                                      |

## Seções Autônomas

### Semana da Crítica Internacional
A programação dos filmes selecionados para a 37ª Semana da Crítica Internacional é a seguinte:
| Em Competição             | Em Competição                                           | Em Competição                 | Em Competição        |
| Título em Inglês          | Título Original                                         | Diretor(es)                   | País(es) de Produção |
| ------------------------- | ------------------------------------------------------- | ----------------------------- | -------------------- |
| Anhell69                  |                                                         | Theo Montoya                  | Colômbia             |
| Beating Sun               | Tant que le soleil frappe                               | Philippe Petit                | França               |
| Dogborn                   |                                                         | Isabella Carbonell            | Suécia               |
| Eismayer                  |                                                         | David Wagner                  | Áustria              |
| Have You Seen This Woman? | Да ли сте видели ову жену? (Da li ste videli ovu ženu?) | Dušan Zorić, Matija Gluščević | Sérvia, Croácia      |
| Margini                   |                                                         | Niccolò Falsetti              | Itália               |
| Skin Deep                 | Aus meiner Haut                                         | Alex Schaad                   | Alemanha             |

| Eventos especiais – Fora de competição | Eventos especiais – Fora de competição | Eventos especiais – Fora de competição | Eventos especiais – Fora de competição |
| Título em Inglês                       | Título Original                        | Diretor(es)                            | País(es) de Produção                   |
| -------------------------------------- | -------------------------------------- | -------------------------------------- | -------------------------------------- |
| Three Nights a Week (opening film)     |                                        | Florent Gouelou                        | França                                 |
| Blood                                  |                                        | Pedro Costa                            | Portugal                               |
| Queens (closing film)                  |                                        | Yasmine Benkiran                       | Marrocos                               |

| SIC@SIC Curta Cinema Italiano | SIC@SIC Curta Cinema Italiano | SIC@SIC Curta Cinema Italiano | SIC@SIC Curta Cinema Italiano    |
| Título em Inglês              | Título Original               | Diretor(es)                   | País(es) de Produção             |
| ----------------------------- | ----------------------------- | ----------------------------- | -------------------------------- |
| Albertine Where Are You?      |                               | Maria Guidone                 | Itália                           |
| Like Snails                   | Come le lumache               | Margherita Panizon            | Itália                           |
| Nostos                        |                               | Mauro Zingarelli              | Itália                           |
| Sapling                       | Puiet                         | Lorenzo Fabbro, Bronte Stahl  | Itália, Estados Unidos , Roménia |
| Reginetta                     |                               | Federico Russotto             | Itália                           |
| Remains                       | Resti                         | Federico Fadiga               | Itália                           |
| Lucid Room                    | La stanza lucida              | Chiara Caterina               | Itália                           |

### Giornate degli Autori
Estes foram os filmes selecionados na seção competitiva do Giornate degli Autori:
| Em Competição                              | Em Competição   | Em Competição                    | Em Competição                                  |
| Título em Inglês                           | Título Original | Diretor(es)                      | País(es) de Produção                           |
| ------------------------------------------ | --------------- | -------------------------------- | ---------------------------------------------- |
| Bentu                                      | Bentu           | Salvatore Mereu                  | Itália                                         |
| Ordinary Failures                          |                 | Cristina Grosan                  | Chéquia, Hungria, Itália, Eslováquia           |
| Blue Jean                                  |                 | Georgia Oakley                   | Reino Unido                                    |
| Dirty, Difficult, Dangerous (opening film) |                 | Wissam Charaf                    | França, Itália, Líbano                         |
| The Last Queen                             |                 | Adila Bendimerad, Damien Ounouri | Argélia, França, Arábia Saudita, Catar, Taiwan |
| The Damned Don’t Cry (Working Title)       |                 | Fyzal Boulifa                    | França, Bélgica, Marrocos                      |
| Wolf and Dog                               |                 | Cláudia Varejão                  | Portugal, França                               |
| Padre Pio                                  |                 | Abel Ferrara                     | Itália, Alemanha, Reino Unido                  |
| Stonewalling                               |                 | Huang Ji, Otsuka Ryuji           | Japão                                          |
| The Maiden                                 | The Maiden      | Graham Foy                       | Canadá, Estados Unidos                         |

### Eventos Especiais
| Eventos especiais – Fora de competição | Eventos especiais – Fora de competição | Eventos especiais – Fora de competição | Eventos especiais – Fora de competição |
| Título em Inglês                       | Título Original                        | Diretor(es)                            | País(es) de Produção                   |
| -------------------------------------- | -------------------------------------- | -------------------------------------- | -------------------------------------- |
| Olimpia’s Way                          |                                        | Corrado Ceron                          | Itália                                 |
| Alone                                  | تنها (Tanha)                           | Jafar Najafi                           | Irão                                   |
| We’re Here to Try                      |                                        | Greta De Lazzaris, Jacopo Quadri       | Itália                                 |
| Casa Susanna                           |                                        | Sebastien Lifshitz                     | Itália                                 |
| March on Rome                          |                                        | Mark Cousins                           | Itália                                 |
| La fornace                             |                                        | Daniele Ciprì                          | Itália                                 |
| The Listener (filme de encerramento)   |                                        | Steve Buscemi                          | Estados Unidos                         |
| Venice Nights (Noites em Veneza)       |                                        |                                        |                                        |
| Land of Upright People                 |                                        | Christian Carmosino Mereu              | Itália                                 |
| Kristos, the Last Child                |                                        | Giulia Amati                           | Itália                                 |
| The Crown Shyness                      |                                        | Valentina Bertani                      | Itália                                 |
| Las leonas                             |                                        | Isabel Achával, Chiara Biondi          | Itália                                 |
| Le favolose                            |                                        | Roberta Torre                          | Itália                                 |
| Pablo from Neanderthal                 |                                        | Antonello Matarazzo                    | Itália                                 |
| Se fate i bravi                        |                                        | Stefano Collizzoli, Daniele Gaglianone | Itália                                 |
| The Bone Breakers                      |                                        | Vincenzo Pirrotta                      | Itália                                 |
| An Invisible Enemy                     |                                        | Riccardo Campagna, Federico Savonitto  | Itália                                 |
| Projeto Contos de Mulheres             |                                        |                                        |                                        |
| Carta a mi madre para mi hijo          |                                        | Carla Simón                            | Itália                                 |
| House Comes with a Bird                |                                        | Janicza Bravo                          | Itália                                 |

## Prêmios

### Seleção Oficial
Os seguintes prêmios oficiais foram entregues na 79ª Edição:
Em Competição
- Golden Lion: All the Beauty and the Bloodshed por Laura Poitras
- Grande Prêmio do Júri: Saint Omer por Alice Diop
- Silver Lion: Bones and All por Luca Guadagnino
- Volpi Cup por Melhor Atriz: Cate Blanchett por Tár
- Volpi Cup por Melhor Ator: Colin Farrell por The Banshees of Inisherin
- Golden Osella por Melhor Roteiro: The Banshees of Inisherin por Martin McDonagh
- Prêmio Especial do Juri: No Bears por Jafar Panahi
- Prêmio Marcello Mastroianni: Taylor Russell por Bones and All

Horizons (Orizzonti)
- Melhor Filme: World War III por Houman Seyyedi
- Melhor Diretor: Vera por Tizza Covi e Rainer Frimmel
- Prêmio Especial do Juri: Bread e Salt por Damian Kocur
- Melhor Atriz: Vera Gemma por Vera
- Melhor Ator: Mohsen Tanabandeh for World War III
- Melhor Roteiro: Blanquita de Fernando Guzzoni
- Melhor Curta Metragem: Snow in September de Lkhagvadulam Purev-Ochir

Horizons Extra
- Prêmio do Audiência: Nezouh de Soudade Kaadan

Lion of the Future
- Prêmio Luigi De Laurentiis por um filme de estreia: Saint Omer de Alice Diop

Venice Immersive (Veneza Imersiva)
- Melhor Experiência: The Man Who Couldn't Leave de Chen Singing
- Grande Prêmio do Juri: From the Main Square de Pedro Harres
- Prêmio Especial do Juri: Eggscape de German Heller

### Seções Autónomas
Foram atribuídos os seguintes prémios colaterais a filmes da secção autónomas:
- Grande Prêmio: Eismayer de David Wagner
  - Menção Especial do Juri: Anhell69 de Theo Montoya
- Prêmio da Audiência do The Film Club: Margini de Niccolò Falsetti
- Prêmio do Verona Film Club: Anhell69 de Theo Montoya
- Mario Serandrei: Anhell69 de Theo Montoya
- Melhor Curta Metragem: Sapling deLorenzo Fabbro e Bronte Stahl
- Melhor Diretor: Albertine Where Are You? de Maria Guidone
- Melhor Contribuição Técnica: Reginetta de Federico Russotto

### Outros prêmios colaterais
Os seguintes prêmios colaterais foram conferidos aos filmes da seleção oficial:
- Prêmio ARCA CinemaGiovani
  - Best Film of Venezia 79: Athena de Romain Gavras
  - Best Italian Film in Venice: Monica de Andrea Pallaoro
- Prêmio Autores com menos de 40 anos 
  - Melhor Direção: Dogborn de Isabella Carbonell
  - Melhor Direção: Ordinary Failures de Cristina Grosan
    - Menção Especial: The Last Queen de Adila Bendimerad e Damien Ounouri
    - Menção Especial: Have You Seen This Woman? de Dušan Zorić e Matija Gluščević
    - Menção Especial: Blue Jean de Georgia Oakley
- Brain Award: Lord of the Ants de Gianni Amelio
- Casa Wabi – Mantarraya Award: Saint Omer de Alice Diop
- CICT - UNESCO "Enrico Fulchignoni" Award: Nuclear de Oliver Stone
- Prêmio Cinema & Arts 
  - Golden Musa: Music for Black Pigeons de Jørgen Leth e Andreas Koefoed
  - Golden Musa: Saint Omer de Alice Diop
- Premio CinemaSarà: The Whale de Darren Aronofsky
  - Menção Especial: No Bears de Jafar Panahi
- Edipo Re Award: Saint Omer de Alice Diop
- Premio Fondazione Fai Persona Lavoro Ambiente: The Sitting Duck de Jean-Paul Salomé
  - Menção Especial: Princess de Roberto De Paolis (tratamento de questões relacionadas ao meio ambiente)
  - Menção Especial: Hanging Gardens de Ahmed Yassin Al Daradji (tratamento de questões relacionadas ao trabalho)
- Prêmio Fanheart3 
  - Graffetta d'Oropor Melhor Filme: Don't Worry Darling de Olivia Wilde
  - Nave d'Argentopor Best OTP: to the characters Charles Eismayer e Mario Falak em Eismayer de David Wagner
  - XR Fan Experience: Lustration de Ryan Griffen
  - XR Menção Especial: Fight Back de Celine Tricart
- Prêmio FEDIC: Gli ultimi giorni dell'umanità de Enrico Ghezzi e Alessandro Gagliardo
  - Menção Especialpor Best Film: Ti mangio il cuore de Pippo Mezzapesa
  - Menção Especialpor Best Short Film: Albertine Where Are You? de Maria Guidone
- FIPRESCI Awards:
  - Melhor Filme (seção competitiva): Argentina, 1985 de Santiago Mitre
  - Melhor Filme (outras secções): Autobiography de Makbul Mubarak
- Francesco Pasinetti Award: Dry de Paolo Virzì
- Europa Cinemas Label Award: Dirty, Difficult, Dangerous de Wissam Charaf
- GdA Director's Award: Wolf and Dog de Cláudia Varejão
- People Choice's Award (Giornate degli Autori): Blue Jean de Georgia Oakley
- BNL Gruppo BNP Paribas People's Choice Award (Giornate degli Autori): The Maiden de Graham Foy
- Prêmio Green Drop : White Noise de Noah Baumbach
  - Menção Especial: Dry de Paolo Virzì
- Prêmio 10th INTERFILM por promover diálogo Inter-religioso:The Whale de Darren Aronofsky
- Prêmio Lanterna Magica: Nezouh de Soudade Kaadan
- Prêmio Leoncino d'Oro : The Whale de Darren Aronofsky
  - Cinemapor UNICEF: Athena de Romain Gavras
- Prêmio Lizzani: Chiara de Susanna Nicchiarelli
  - Menção Especial: A Guerra Finita de Simone Massi
- NUOVOIMAIE TALENT AWARD
  - Melhor Nova Ator: Leonardo Maltese por Lord of the Ants
  - Melhor Nova Atriz: Margherita Mazzucco por Chiara
- Prêmio La Pellicola d'Oro
  - Melhor Diretor de Produção: Barbara Busso por Lord of the Ants
  - Melhor Operador de Câmera: Cesare Pascarella por Lord of the Ants
  - Melhor Alfaiataria: Laura Montaldi por Chiara
- Queer Lion: Skin Deep de Alex Schaad
- Prêmio RB Casting: Leonardo Maltese por Lord of the Ants
- Prêmio SIGNIS: Chiara de Susanna Nicchiarelli
  - Menção Especial: Argentina, 1985 de Santiago Mitre
- Smithers Foundation Award "Ambassador of Hope": All the Beauty and the Bloodshed de Laura Poitras
- “Sorriso Diverso Venezia Award” edição XI
  - Melhor Filme Italiano: Chiara de Susanna Nicchiarelli
  - Melhor Filme Estrangeiro: The Whale de Darren Aronofsky
- Premio Soundtrack Stars Award
  - Melhor Trilha Sonora: Dry, trilha sonora  de Franco Piersanti
  - Lifetime Achievement Award: Stefano Bollani
    - Menção Especial: Sergio Leone - L'italiano che inventò l'America, trilha sonora de Rodrigo D'Erasmo
- Premio UNIMED: Bardo, falsa crónica de unas cuantas verdades de Alejandro González Iñárritu

## Prêmios Especiais
- Golden Lionpor Lifetime Achievement: Paul Schrader[15] e Catherine Deneuve[16]

## Ligações Externas
- «Sítio oficial»